# Premio Nezahualcóyotl de Literatura en Lenguas Mexicanas
El Premio Nezahualcóyotl de Literatura en Lenguas Indígenas se creó en 1993, fue instaurado por el Consejo Nacional para la Cultura y las Artes de México, con el propósito de estimular la creatividad literaria de los escritores indígenas de México; así como el de contribuir a la literatura nacional, por medio del reconocimiento de los creadores que han incorporado la riqueza expresiva de las lenguas y culturas indígenas a los géneros de la literatura contemporánea. Tiene como propósitos complementarios alentar y estimular a los creadores y hablantes de lenguas escritas para que sigan produciendo obras en su lengua materna. El reconocimiento consta de la publicación de la obra ganadora, un estímulo económico en pesos mexicanos y un diploma.

## Historia
Se instituyó en 1993 con el propósito de estimular la creatividad literaria de los escritores indígenas de México, así como su contribución a la literatura nacional, por medio del reconocimiento de los creadores que han incorporado la riqueza expresiva de las lenguas y culturas indígenas a los géneros de la literatura contemporánea.
A partir del año 2000, la convocatoria, se abre de manera bienal, alternando entre los géneros de narrativa escrita, narrativa gráfica y poesía oral. Las obras ganadoras reciben un diploma, una cantidad en efectivo y son publicadas en la colección titulada: Premio Nezahualcóyotl.

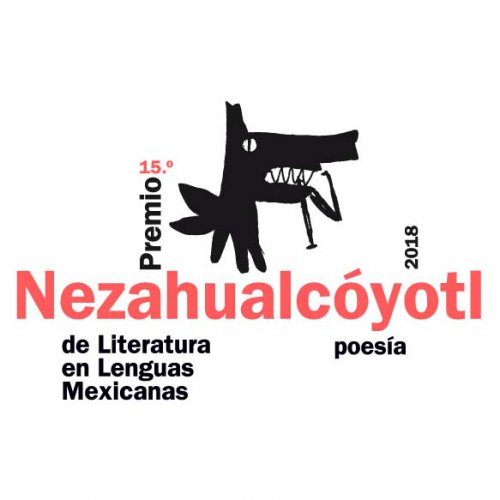

El Premio Nezahualcóyotl de Literatura en Lenguas Indígenas ha sido precursor de otras distinciones que se han sumado al reconocimiento de la literatura en lengua materna, como es el caso del Premio de Literaturas Indígenas de América (PLIA), creado en 2013, y el Premio Cenzontle de la Ciudad de México, instituido en 2016.
Las lenguas predominantes en las obras premiadas han sido el zapoteco en cinco ocasiones, en los años: 1993, 2002, 2004, 2006 y 2018; el náhuatl en tres: 1994, 1997 y 2006; el mixteco en dos ocasiones en los años 2000 y 2012; el maya en tres: 2008, 2010 y 2014, el huichol en una ocasión, en 1998; el tarahumara en una ocasión en el 2000 y el tzotzil en una ocasión en el 2016.

## Ganadores del Premio Nezahualcóyotl de Literatura Indígena
| Año en que obtuvo el premio | Nombre del ganador           | Lengua en que fue escrito | Título del material                                                                                 | Año de publicación                             |
| 1993                        | Víctor de la Cruz            | Zapoteco                  | |                                                |
| 1994                        | Librado Silva Galeana        | Náhuatl                   | |                                                |
| 1996                        | Juan Gregorio Regino         | Mazateco                  | Cantares de vida y No es eterna la muerte = Tatsjejin nga kjabuya; poesía mazateca                  |                                                |
| 1997                        | Natalio Hernández            | Náhuatl                   | |                                                |
| 1998                        | Gabriel Pacheco              | Huichol                   | |                                                |
| 2000                        | Carlos España                | Mixteco                   | Kuun nuvi savi = Jornada de la lluvia                                                               | 2003                                           |
| 2000                        | Patricio Parra               | Rarámuri                  | Rarámuri oseriwara = Escritos rarámuri                                                              | 2001                                           |
| 2002                        | Javier Castellanos Martínez  | Zapoteco                  | Novela Gaa ka chhaka ka ki = Relación de hazañas del hijo del Relámpago                             | 2002                                           |
| 2004                        | Natalia Toledo               | Zapoteco                  | Guie’ yaase = El Olivo Negro                                                                        | 2004                                           |
| 2006                        | Mario Molina Cruz            | Zapoteco                  | Xtille Zikw Belé, Ihén bene nhálhje ke Yu' Bza'o = Pancho Culebro y los naguales de Tierra Azul     | 2007                                           |
| 2006                        | Juan Hernández Ramírez       | Náhuatl                   | Chikome xochitl = Siete flor                                                                        | Primera edición: 2007, Segunda edición en 2013 |
| 2008                        | Wildernaín Villegas Carrillo | Maya                      | U K’aay Ch’i’ibal = El canto de la estirpe                                                          | 2009                                           |
| 2010                        | Isaac Esau Carrillo Can      | Maya                      | U yóok' otil' ob áak' ab = Danzas de la noche                                                       | 2011                                           |
| 2012                        | Kalu Tatyisavi               | Mixteco                   | Tzin tzun tzan                                                                                      | 2013                                           |
| 2014                        | Sol Ceh Moo (Marisol)        | Maya                      | Chen tumeen Chu´úpen = Sólo por ser mujer                                                           | 2015                                           |
| 2016                        | Manuel Bolom Pale            | Tzotzil                   | Skínal Xikitin: Kópojel un nupunel = Fiesta de la chicharra: un discurso ceremonial para matrimonio | 2017                                           |
| 2018                        | Esteban Ríos Cruz            | Zapoteco                  | Ca Guicchu Guendarieedasiló = Las espigas de la memoria                                             | 2018                                           |